# Manotes latimanus
Manotes latimanus är en tvåvingeart som beskrevs av James 1967. Manotes latimanus ingår i släktet Manotes och familjen vapenflugor. Inga underarter finns listade i Catalogue of Life.